# Vanellus duvaucelii
La avefría fluvial (Vanellus duvaucelii) es un ave propia del Sudeste asiático perteneciente al género Vanellus. Se le encuentra en los parajes ribereños existentes desde la India hasta Vietnam.

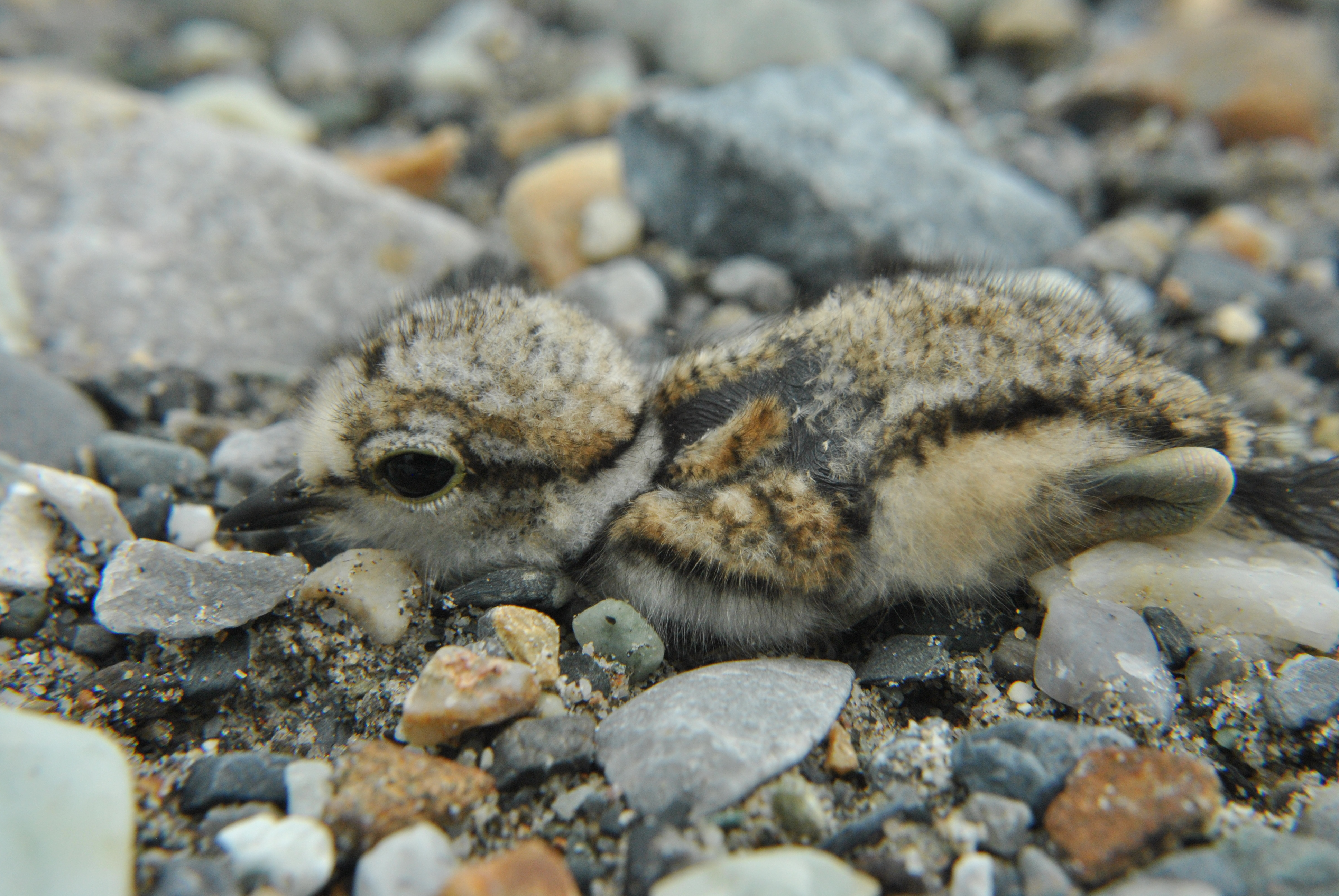
This image was taken in the project Wiki Loves Butterfly. A chick of River lapwing found in Jayanti river bed, Buxa Tiger Reserve, West Bengal, India